# Paština Závada
Paština Závada (in ungherese Pásztorzávod) è un comune della Slovacchia facente parte del distretto di Žilina, nella regione omonima.